# Grewia katangensis
Grewia katangensis är en malvaväxtart som beskrevs av Rudolf Wilczek. Grewia katangensis ingår i släktet Grewia och familjen malvaväxter. Inga underarter finns listade i Catalogue of Life.